# Baltimore Colts 1977
La stagione 1977 dei Baltimore Colts è stata la 25ª della franchigia nella National Football League. Guidati dall'allenatore al terzo anno Ted Marchibroda, i Colts conclusero con un record di 10 vittorie e 4 sconfitte, al primo posto alla pari nella AFC East division con i Miami Dolphins. Baltimore vinse il titolo della AFC East in base al miglior record nella conference.
Questa fu l'ultima apparizione dei Colts durante il loro periodo a Baltimora (la successiva qualificazione sarebbe stata nel 1987 quando la squadra aveva sede a Indianapolis). La successiva apparizione di una squadra della città sarebbe stata per i Ravens che nel 2000 vinsero il Super Bowl XXXV.

## Roster
| Roster dei Baltimore Colts nel 1976 |
| --- |
| Quarterback - 7 Bert Jones - 15 Mike Kirkland - 12 Bill Troup Running Back - 48 Roosevelt Leaks FB - 34 Ron Lee - 23 Don McCauley - 26 Lydell Mitchell - 27 Howard Stevens PR Wide Receiver - 81 Roger Carr - 35 Glenn Doughty - 28 Perry Griggs - 80 Marshall Johnson - 28 Howard Satterwhite - 86 Freddie Scott - 88 Ricky Thompson Tight End - 83 Mack Alston - 87 Raymond Chester - 85 Jimmie Kennedy Offensive Linemen - 50 Forrest Blue C - 66 Elmer Collett G - 69 Wade Griffin T - 62 Ken Huff G - 75 George Kunz T - 57 Ken Mendenhall C - 61 Robert Pratt G - 64 David Taylor T - 67 Bob Van Duyne G Defensive Linemen - 63 Mike Barnes DT - 72 Fred Cook DE - 78 John Dutton DE - 76 Joe Ehrmann DT - 73 Ron Fernandes DE - 79 Greg Johnson DE - 74 Ken Novak DT Linebacker - 55 Dan Dickel MLB - 58 Derrel Luce OLB - 52 Tom MacLeod OLB - 54 Sanders Shiver OLB - 56 Ed Simonini MLB - 53 Stan White OLB Defensive Back - 47 Tim Baylor FS - 44 Lyle Blackwood FS - 40 Bruce Laird SS/KR - 42 Lloyd Mumphord CB - 31 Nelson Munsey CB - 30 Doug Nettles CB - 25 Ray Oldham SS - 43 Norm Thompson CB Special Team - 2 Toni Linhart K - 49 David Lee P Lista delle riserve - 84 Randy Burke WR (IR) |
| Legenda - I rookie sono in corsivo. - Il primo ruolo è il principale mentre gli eventuali successivi indicano i ruoli secondari. - (IR) sta per Injured Reserve ed indica la lista ristretta per un solo giocatore infortunato che può tornare ad allenarsi dopo la settimana 6 e a rientrare in prima squadra dopo che questa ha giocato 8 partite. - (NF-Inj.) / (NF-Ill.) stanno rispettivamente per Non-Football Injured e Non-Football Illness ed indicano le liste dove viene inserito un giocatore che ha un infortunio o una malattia non dipendente dal football americano. - (PUP) sta per Physically Unable to Perform ed indica la lista dove viene inserito un giocatore mentre è in attesa di recuperare la condizione fisica. Nella stagione regolare dopo la sesta partita giocata dalla propria squadra, il giocatore ha tempo tre settimane per riprendere ad allenarsi, più tre settimane aggiuntive dal suo rientro agli allenamenti per rientrare in prima squadra. |

## Calendario
| Stagione regolare |              |                         |         |        |                   |            |
| Week              | Date         | Opponent                | Result  | Record | Game Site         | Attendance |
| 1                 | 18 settembre | at Seattle Seahawks     | V 29–14 | 1–0    | Kingdome          | 58,991     |
| 2                 | 25 settembre | at New York Jets        | V 20–12 | 2–0    | Giants Stadium    | 43,439     |
| 3                 | 2 ottobre    | Buffalo Bills           | V 17–14 | 3–0    | Memorial Stadium  | 49,247     |
| 4                 | 9 ottobre    | Miami Dolphins          | V 45–28 | 4–0    | Memorial Stadium  | 57,829     |
| 5                 | 16 ottobre   | at Kansas City Chiefs   | V 17–6  | 5–0    | Arrowhead Stadium | 63,076     |
| 6                 | 23 ottobre   | at New England Patriots | S 3–17  | 5–1    | Schaefer Stadium  | 60,958     |
| 7                 | 30 ottobre   | Pittsburgh Steelers     | V 31–21 | 6–1    | Memorial Stadium  | 60,225     |
| 8                 | 7 novembre   | Washington Redskins     | V 10–3  | 7–1    | Memorial Stadium  | 57,740     |
| 9                 | 13 novembre  | at Buffalo Bills        | V 31–13 | 8–1    | Rich Stadium      | 39,444     |
| 10                | 20 novembre  | New York Jets           | V 33–12 | 9–1    | Memorial Stadium  | 50,957     |
| 11                | 27 novembre  | at Denver Broncos       | S 13–27 | 9–2    | Mile High Stadium | 74,939     |
| 12                | 5 dicembre   | at Miami Dolphins       | S 6–17  | 9–3    | Miami Orange Bowl | 68,97      |
| 13                | 11 dicembre  | Detroit Lions           | S 10–13 | 9–4    | Memorial Stadium  | 45,124     |
| 14                | 18 dicembre  | New England Patriots    | V 30–24 | 10–4   | Memorial Stadium  | 42,250     |

### Playoff
| Playoff    |             |                     |               |                  |          |
| Turno      | Data        | Avversario (seed)   | Risultato     | Stadio           | Pubblico |
| Divisional | December 24 | Oakland Raiders (4) | S 31–37 (2TS) | Memorial Stadium | 60,763   |

## Classifiche
| AFC East             |    |    |   |      |      |      |     |     |     |
|                      | V  | S  | P | %    | CONF | DIV  | PF  | PS  | STR |
| Baltimore Colts(2)   | 10 | 4  | 0 | .714 | 6–2  | 9–3  | 295 | 221 | V1  |
| Miami Dolphins       | 10 | 4  | 0 | .714 | 6–2  | 8–4  | 313 | 197 | V1  |
| New England Patriots | 9  | 5  | 0 | .643 | 4–4  | 7–5  | 278 | 217 | S1  |
| New York Jets        | 3  | 11 | 0 | .214 | 2–6  | 2–10 | 191 | 300 | S2  |
| Buffalo Bills        | 3  | 11 | 0 | .214 | 2–6  | 2–10 | 160 | 313 | S1  |